# Frederick Nash
Frederick Nash est un peintre et dessinateur anglais né en 1782 et mort en 1856. Il est particulièrement connu pour ses aquarelles. 

## Carrière

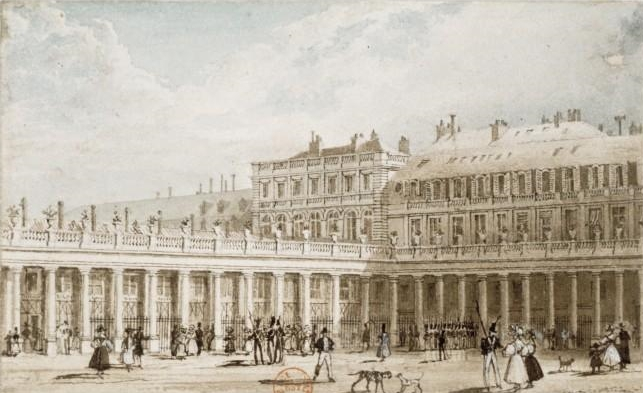
Cour d'honneur du Palais-Royal à Paris par Frederick Nash, bibliothèque nationale de France, 1829.

Frederick Nash est originaire de Lambeth, ville de la banlieue londonienne. Il étudie d'abord le dessin d'architecture auprès de Thomas Malton, puis il intègre la Royal Academy of Arts. Il est admis en 1810 dans la Society of Painters in Watercolors, une organisation d'aquarellistes dont les membres se sont séparés de la Royal Academy en réaction à ce qu'ils interprètent comme un manque de reconnaissance de la spécificité de leur technique. Nash peint principalement des paysages et s'inspire de nombreux voyages qu'il effectue sur le continent : Calais, Caen, la Moselle et le Rhin. En 1834, il s'installe à Brighton où il continue de travailler jusqu'à sa mort en 1856. 